# Lions blancs en France
Cet article présente l'historique détaillé des sites comportant des lions blancs depuis son introduction sur le territoire français en 1999.

## Introduction
Actuellement, dix parcs zoologiques et trois cirques présentent des lions blancs en France.
Du fait des nombreuses naissances et transferts dans d'autres zoos, il est cependant difficile d'évaluer précisément le nombre de lions blancs vivant actuellement sur le territoire français.
A titre indicatif, en 2016, la population des lions blancs vivants en France était estimée à une trentaine d'individus répartis dans les parcs zoologiques, auxquels s'ajoutent une vingtaine de lions blancs présents dans les cirques, soit un total d'environ cinquante individus.

## Répartition

### Parcs zoologiques

#### Zoo de Beauval (Loir-et-Cher)
En avril 1999, le zoo de Beauval dans le Loir-et-Cher, fut le premier en France et le deuxième en Europe, à accueillir un couple de lions blancs: Makalali et Makwalo, originaires d'Afrique du Sud. Durant cinq années, il a été le seul parc zoologique français à posséder des lions blancs.
Le premier lionceau blanc né sur le territoire français, le 28 mai 2000, est nommé Timba, en référence aux lions blancs de Timbavati. Cependant, Makalali, sa mère naturelle, ne s'en occupant pas, il est recueilli et élevé au biberon par la directrice du zoo, puis transféré au Zoo d'Attica en Grèce.
Viennent ensuite Nanouk, le 12 avril 2001, puis Magda et Saskia, deux lionnes nées en août 2001. Magda sera transférée au Zoo d'Attica en même temps que son frère Timba, quant à Nanouk et Saskia, elles seront transférées au Jungle Park Las Águilas à Tenerife le 6 juin 2003.
D'autres naissances suivirent : Haldir en juillet 2004, transféré au zoo de Bratislava en Slovaquie, puis deux femelles : Hélona le 20 décembre 2006, quittera Beauval durant l'année 2010,, et Anouchka, née le 12 juin 2008, qui est la seule toujours présente à Beauval avec Makwalo et Makalali
. Le 14 octobre 2007, une portée de deux lionceaux n'a pas survécu.
Makwalo est décédé en 2017, ce qui fait qu'il ne reste plus que Anouchka et sa mère Makalali.

#### Zoo de Jurques (Calvados)
Lors d'une visite au zoo de Beauval, le directeur du zoo de Jurques tombe en admiration devant les quatre premiers lions blancs nés sur le sol français : Timba, Nanouk, Magda et Saskia. Il rêve alors d'intégrer cet animal d'exception à son parc. En 2004, le zoo de Jurques dans le Calvados, devient alors le deuxième zoo de France à accueillir des lions blancs, Nyala et Timba.
Le 20 mai 2007, à l'occasion des 30 ans du parc, la direction du zoo annonce la naissance de quatre lionceaux. Mais rejetés par leur mère, les quatre lionceaux décéderont quelques jours plus tard malgré le suivi vétérinaire et les soins intensifs.
Trois autres lionceaux naissent ensuite en octobre 2008 : Bamako, Efia et Jaya. Leur mère Nyala n'ayant toujours pas la fibre maternelle, ce sont les directeurs du zoo qui ont pris en charge l'élevage, avec succès cette fois.
Une dernière portée de deux femelles, Malinka et Yanka, nait le 12 juillet 2009. Puis, en octobre 2011, les deux parents, Timba et Nyala, sont transférés au parc animalier de Casteil dans le département des Pyrénées-Orientales.

#### Parc des félins, Lumigny-Nesles-Ormeaux (Seine-et-Marne)
Dès son ouverture le 14 octobre 2006, le parc des félins, à Lumigny-Nesles-Ormeaux en Seine-et-Marne, accueille trois lions blancs : Aline et Rachel, deux femelles nées au zoo de Beauval, ainsi que Punky, un jeune mâle provenant d'Afrique du Sud. Le 31 mai 2015, Aline donne naissance à deux jeunes mâles : Ermelo et Madiba.

#### Zoo du bassin d'Arcachon, La Teste-de-Buch (Gironde)
En 2007, le zoo du Bassin d'Arcachon, situé à La Teste-de-Buch dans le département de la Gironde, accueille un mâle, né dans un zoo allemand, puis deux femelles âgées de 3 ans en provenance d’Afrique du Sud, le 5 juillet 2011. Le 24 novembre 2011 nait une première portée de trois lionceaux : une femelle nommée Selen, et ses deux frères, Klaus et Aslan, puis le 7 avril 2012, un mâle nommé Kruger, et enfin, en mai 2012, deux derniers lionceaux, avant que les deux femelles ne soient pucées pour stopper la reproduction.

#### Zoo de La Flèche (Sarthe)
Le 14 avril 2008, le zoo de La Flèche dans la Sarthe, est le cinquième zoo de France à accueillir un couple de lions blancs : Jabu, un mâle de 16 mois, et Nikita, une femelle de 10 mois, en provenance d'une ferme d'élevage sud-africaine. En septembre 2009 naissent trois lionceaux, dont un seul survivra. Ce jeune lionceau, nommé Bouba, sera transféré au parc zoologique de Bordeaux Pessac dans le département de la Gironde, en avril 2011. Deux autres lions blancs naissent le 2 mars 2012, également transférés au parc zoologique de Bordeaux Pessac début 2013[réf. souhaitée]. Le 2 décembre 2015, Nikita donne naissance à trois lionceaux blancs : Thabana et Yenka (femelles) et Malawo (mâle). Trois ans plus tard, le 17 octobre 2018, une nouvelle portée de deux lionceaux voit le jour : Yôko et Tankwa .

#### Zoo de Pont-Scorff (Morbihan)
En décembre 2010, Indaba (mâle) et Swéleka (femelle), deux lions blancs âgés de 10 ans, en provenance du zoo de Rhenen (Pays-Bas), arrivent au zoo de Pont-Scorff dans le Morbihan. Le 17 mai 2011, ils donnent naissance à quatre lionceaux mâles, tous transférés dans d'autres zoos en Belgique, Hongrie et Allemagne. Trois autres lionceaux naissent le 24 février 2013.

#### Parc zoologique de Bordeaux Pessac (Gironde)
En avril 2011, le parc zoologique de Bordeaux Pessac dans le département de la Gironde, accueille un couple de lions blancs : Bouba, un jeune mâle de 18 mois, né au zoo de La Flèche, et Malindi, une femelle du même âge, issue d'une ferme d'élevage en Afrique du Sud. Le 1er juillet 2012, ils donnent naissance à deux lionceaux, dont l'un ne survivra pas. Tous trois seront transférés au zoo d'Amnéville le 20 mars 2013. Depuis, le zoo accueille Mawi et Sana (frère et sœur) deux lions blancs nés en mars 2012 au zoo de La Flèche[réf. souhaitée].

#### Parc animalier de Casteil (Pyrénées-Orientales)
En octobre 2011, les deux plus anciens lions blancs du zoo de Jurques dans le Calvados, Nyala (9 ans) et Timba (9 ans), sont transférés au parc animalier de Casteil dans le département des Pyrénées-Orientales.

#### Zoo d'Amnéville (Moselle)
Le 20 mars 2013, le zoo d'Amnéville dans le département de la Moselle, accueille trois lions blancs en provenance du parc zoologique de Bordeaux Pessac : Bouba, un mâle de 4 ans né au zoo de La Flèche en septembre 2009, Malindi, une femelle de 4 ans, et Madiba, née en juillet 2012 au parc zoologique de Bordeaux Pessac dans le département de la Gironde. En octobre 2013, Malindi donne naissance à deux lionnes, puis le 12 avril 2015 à cinq nouveaux lions blancs.

#### Parc des grands félins de Saint-Léger-en-Bray (Oise)
Le Parc des grands félins de Saint-Léger-en-Bray, dans le département de l'Oise, en Picardie, ouvert depuis le 5 juillet 2014, accueille une quarantaine de fauves, dont un lion blanc né en 2008, nommé Apache. Ce lion faisait partie du spectacle organisé chaque saison par le dresseur-dompteur Kid Bauer au parc d'attraction Bagatelle à Merlimont dans le Nord-Pas-de-Calais.
En avril 2015, naissent deux jeunes bébés lions blancs, baptisés Jules et César.

#### Parc de Bagatelle, Merlimont (Pas-de-Calais)
De 2004 à 2013, le parc d'attractions Bagatelle, situé à Merlimont dans le Pas-de-Calais, a accueilli le dompteur Kid Bauer et son spectacle de fauves basé sur la complicité avec les félins. Un lion blanc prénommé Apache, né en 2008, en a été la vedette avant d'être transféré au futur Parc des félins de Saint-Léger-en-Bray fin 2013.

### Cirques

#### Cirque Medrano
Le cirque Medrano est le tout premier cirque français à avoir présenté un numéro avec un lion blanc lors de sa tournée 2007, à l'occasion de son 20e anniversaire.

#### Cirque Claudio Zavatta
Depuis 2008, le cirque Claudio Zavatta, dirigé par la famille Prein, possède un lion blanc, prénommé Bryan, né fin 2007, dont le dompteur est Didier Prein. De 2008 à 2013, Bryan a été le seul et unique lion blanc présent dans un cirque en Europe,.
Le 11 mars 2011, Bryan devient le père d'un jeune lionceau femelle prénommé Africaine, alors que le cirque venait juste de s'installer à Alençon dans l'Orne,.

#### Cirque Lydia Zavatta
Le 6 mai 2013, le cirque Lydia Zavatta, créé en 1996 par la fille d'Achille Zavatta, et actuellement dirigé par la famille Caplot, accueille à son tour un jeune lion blanc âgé de 11 mois, qui commence ses représentations dès août 2013 sous le nom de Zoulou avec la complicité de son dompteur Steeve Caplot.

#### Cirque Sébastien Zavatta
Trois lionceaux blancs sont nés au cirque Sébastien Zavatta, dirigé par la famille Douchet, le 2 octobre 2013 à Nantes.

#### Cirque Pinder
En juillet 2012, Frédéric Edelstein, directeur du cirque Pinder, et dresseur de fauves, annonce la préparation d'un nouveau spectacle avec quinze lions blancs originaires d'Afrique du Sud.
Dingaan et Tchaka, nés début 2012, sont les deux premiers lions blancs acquis par Frédéric Edelstein, qu'il a obtenus lorsqu'ils avaient tout juste deux mois. 
En septembre 2013, le cirque Pinder possédait douze lions blancs provenant de fermes d’élevage différentes pour éviter les problèmes de consanguinité, et en attendait encore trois pour compléter la préparation du futur numéro.
La première représentation de ce numéro unique au monde, s'est déroulée à Paris le 8 novembre 2013 avec douze lions blancs âgés de 9 à 14 mois (dix femelles et deux mâles), puis quatorze depuis juin 2016.

#### La Piste aux Étoiles
Le cirque possède plusieurs lions blancs. C'est le premier cirque à obtenir une portée de lionceaux en France.